# Blosseville
Blosseville-sur-Mer redirige ici.
Pour les articles homonymes, voir Blosseville (homonymie).
Blosseville est une commune française située dans le département de la Seine-Maritime en région Normandie.

## Géographie

### Localisation
Blosseville est une commune du pays de Caux se situant en Normandie, à 2,2 km de Veules-les-Roses, soit autant du rivage de la Manche.
| Veules-les-Roses      |             | Sotteville-sur-Mer  |
|                       | Blosseville | La Chapelle-sur-Dun |
| Gueutteville-les-Grès | Angiens     |                     |

### Hydrographie
La commune est située dans le bassin Seine-Normandie. Elle n'est drainée par aucun cours d'eau,.

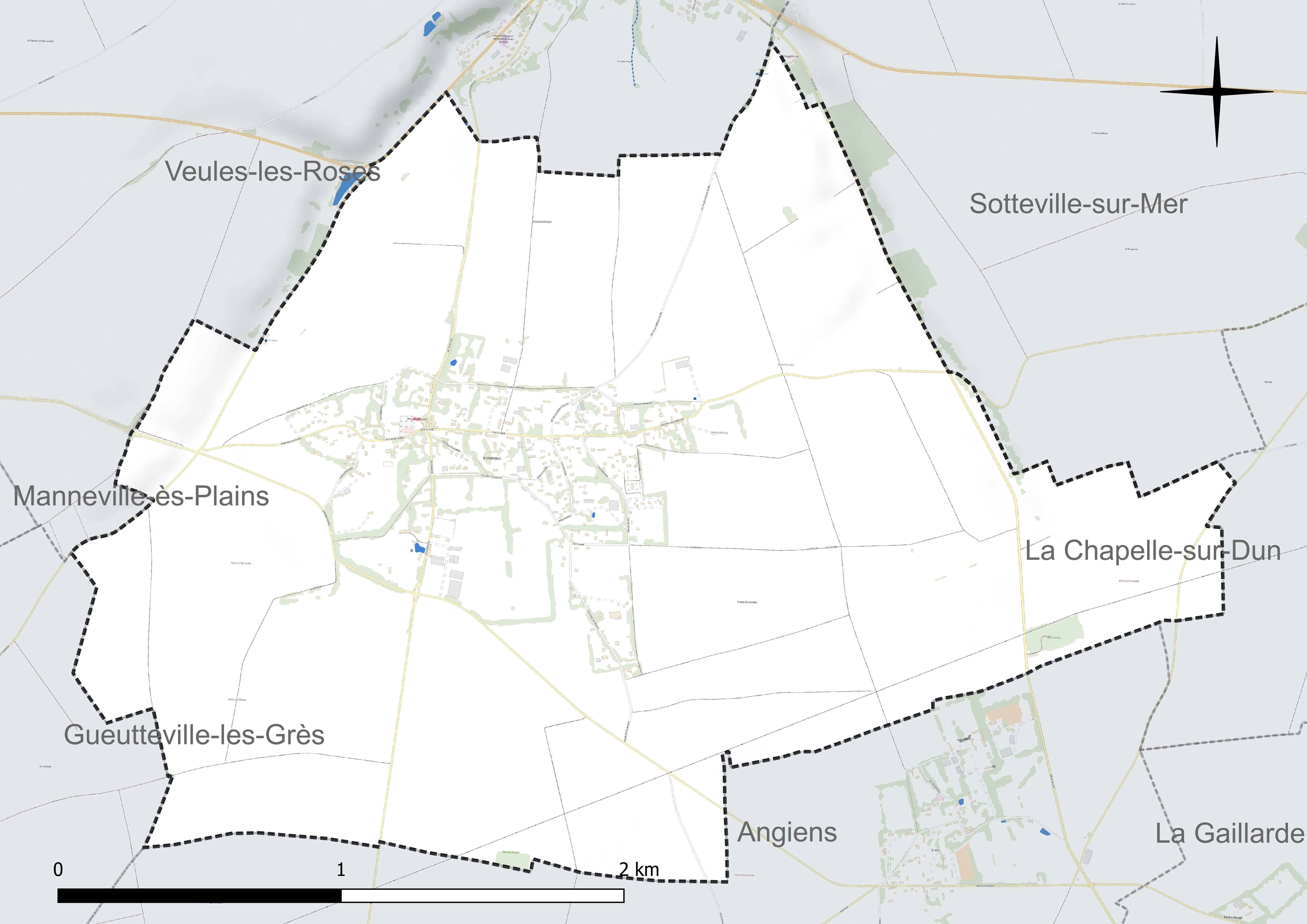
Réseau hydrographique de Blosseville.

### Climat
Pour des articles plus généraux, voir Climat de la Normandie et Climat de la Seine-Maritime.
En 2010, le climat de la commune est de type climat océanique franc, selon une étude du CNRS s'appuyant sur une série de données couvrant la période 1971-2000. En 2020, Météo-France publie une typologie des climats de la France métropolitaine dans laquelle la commune est exposée à un climat océanique et est dans la région climatique Côtes de la Manche orientale, caractérisée par un faible ensoleillement (1 550 h/an) ; forte humidité de l’air (plus de 20 h/jour avec humidité relative > 80 % en hiver), vents forts fréquents. Parallèlement le GIEC normand, un groupe régional d’experts sur le climat, différencie quant à lui, dans une étude de 2020, trois grands types de climats pour la région Normandie, nuancés à une échelle plus fine par les facteurs géographiques locaux. La commune est, selon ce zonage, exposée à un « climat maritime », correspondant au Pays de Caux, frais, humide et pluvieux, légèrement plus frais que dans le Cotentin.
Pour la période 1971-2000, la température annuelle moyenne est de 10,6 °C, avec une amplitude thermique annuelle de 12,4 °C. Le cumul annuel moyen de précipitations est de 925 mm, avec 13 jours de précipitations en janvier et 8,6 jours en juillet. Pour la période 1991-2020, la température moyenne annuelle observée sur la station météorologique la plus proche, située sur la commune de Dieppe à 22 km à vol d'oiseau, est de 11,3 °C et le cumul annuel moyen de précipitations est de 805,2 mm,. Pour l'avenir, les paramètres climatiques de la commune estimés pour 2050 selon différents scénarios d’émission de gaz à effet de serre sont consultables sur un site dédié publié par Météo-France en novembre 2022.

## Urbanisme

### Typologie
Au 1er janvier 2024, Blosseville est catégorisée commune rurale à habitat dispersé, selon la nouvelle grille communale de densité à sept niveaux définie par l'Insee en 2022.
Elle est située hors unité urbaine. Par ailleurs la commune fait partie de l'aire d'attraction de Saint-Valery-en-Caux, dont elle est une commune de la couronne,. Cette aire, qui regroupe 17 communes, est catégorisée dans les aires de moins de 50 000 habitants,.

### Occupation des sols
L'occupation des sols de la commune, telle qu'elle ressort de la base de données européenne d’occupation biophysique des sols Corine Land Cover (CLC), est marquée par l'importance des territoires agricoles (92 % en 2018), en diminution par rapport à 1990 (94,4 %). La répartition détaillée en 2018 est la suivante : 
terres arables (84,7 %), zones urbanisées (8 %), prairies (7,3 %). L'évolution de l’occupation des sols de la commune et de ses infrastructures peut être observée sur les différentes représentations cartographiques du territoire : la carte de Cassini (XVIIIe siècle), la carte d'état-major (1820-1866) et les cartes ou photos aériennes de l'IGN pour la période actuelle (1950 à aujourd'hui).

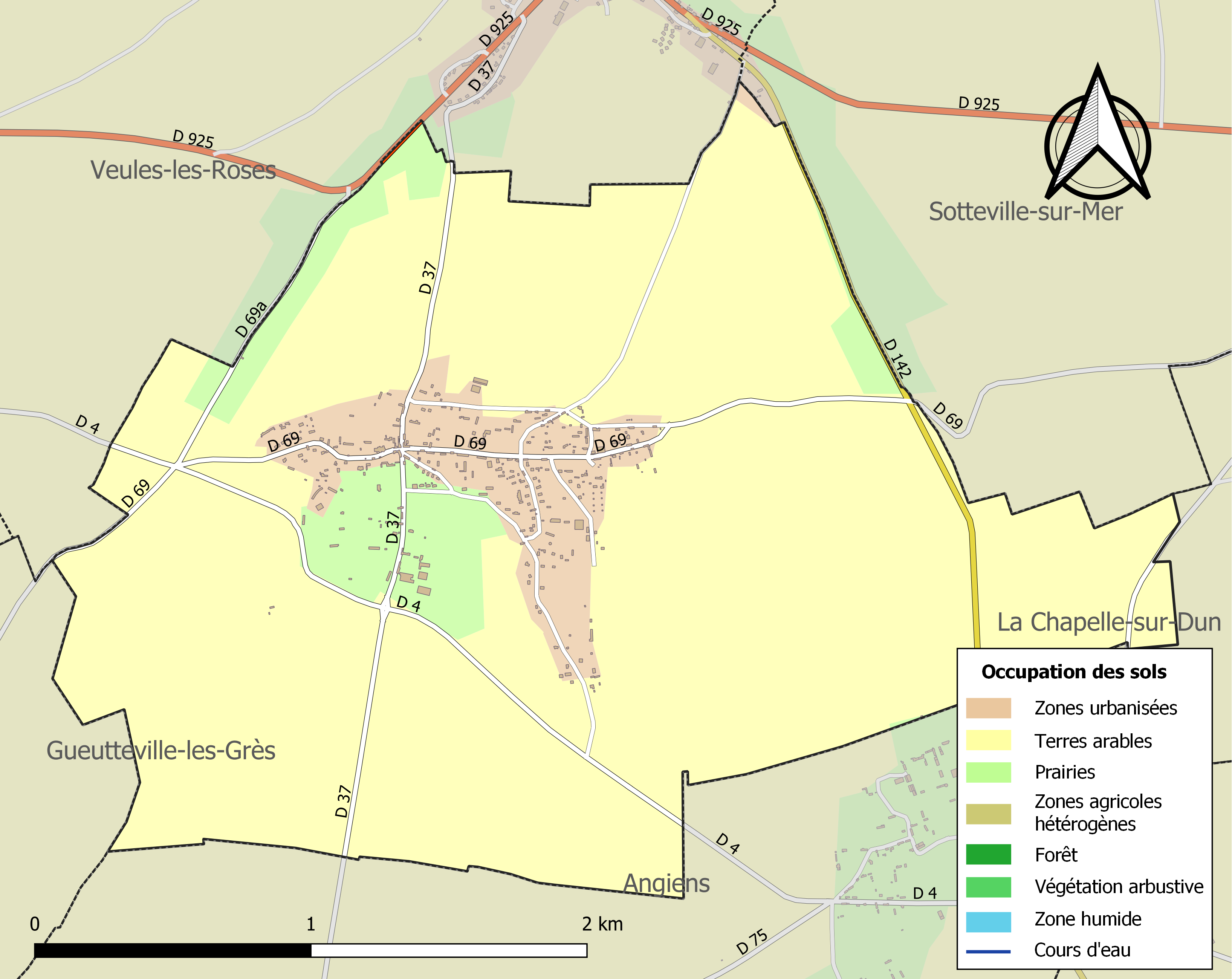
Carte des infrastructures et de l'occupation des sols de la commune en 2018 (CLC).

## Toponymie
Le nom de la localité est attesté sous les formes Villa qui dicitur Blossa en 1025, Buloxa Villa entre 1028 et 1079, Blossavilla en 1181, Apud Blouxevilla en 1207 (Bib. Rouen ms. 1224 f. 121), Ecc. de Blossevilla vers 1240, Blosseville en 1419 (Arch. S.-M., E fds Blosseville), Capella de Blossevilla en 1467 (Archives départementales de la Seine-Maritime, G 4), Blosseville sur la mer en 1548, Blosseville en Caux en 1553, Blosville en 1629 (Hondius), Ecc. Sancti Martini de Blossevilla en 1678, Saint Martin de Blosseville en 1714 (Arch. S.-M., G 738), Blozeville en 1715 (Frémont), Blosseville en 1757 (Cassini), Blosseville-sur-mer en 1953.
La commune a porté le nom de Blosseville dès sa création en 1793 et le porte encore en 2015.

## Histoire
Vers la fin du XIe siècle, la population devenait trop considérable et trop resserrée dans le vallon de la Veules ; d'un autre côté, les bois étaient défrichés et les champs libres aux alentours pour la culture ; les Veulais s'étendirent dans les campagnes voisines. En 1095, se place la fondation du village de Blosseville[réf. nécessaire].

## Politique et administration
| Période                                  | Période                    | Identité                | Étiquette | Qualité                        |
| ---------------------------------------- | -------------------------- | ----------------------- | --------- | ------------------------------ |
|                                          | 1800                       | Jean Bazive             |           |                                |
| 1800                                     | 1839                       | Jean Baptiste Fauconnet |           |                                |
| 1839                                     | 1841                       | Jean Samson             |           |                                |
| 1841                                     | 1844                       | François Coruble        |           |                                |
| 1844                                     | 1849                       | Charles Fauconnet       |           |                                |
| 1849                                     | 1860                       | Ambroise Tiercin        |           |                                |
| 1860                                     | 1870                       | François Anquetil       |           |                                |
| 1870                                     | 1875                       | Victor Hauchard         |           |                                |
| 1875                                     | 1884                       | Alfred Roquigny         |           |                                |
| 1884                                     | 1904                       | Paul de Visme           |           |                                |
| 1904                                     | 1909                       | Arsene Ridel            |           |                                |
| 1909                                     | 1912                       | Athanase Requier        |           |                                |
| 1912                                     | 1913                       | Adolphe Fisset          |           |                                |
| 1913                                     | 1919                       | Emile Blosseville       |           |                                |
| 1919                                     | -                          | Léopold Blondel         |           |                                |
| Les données manquantes sont à compléter. |                            |                         |           |                                |
| mars 2001                                | juillet 2008               | Frédéric Samson         |           |                                |
| juillet 2008                             | En cours (au 10 août 2020) | Pascal Vanier           |           | Réélu pour le mandat 2020-2026 |

## Population et société

### Démographie
L'évolution du nombre d'habitants est connue à travers les recensements de la population effectués dans la commune depuis 1793. Pour les communes de moins de 10 000 habitants, une enquête de recensement portant sur toute la population est réalisée tous les cinq ans, les populations de référence des années intermédiaires étant quant à elles estimées par interpolation ou extrapolation. Pour la commune, le premier recensement exhaustif entrant dans le cadre du nouveau dispositif a été réalisé en 2007.

En 2022, la commune comptait 257 habitants, en évolution de −3,02 % par rapport à 2016 (Seine-Maritime : +0,35 %, France hors Mayotte : +2,11 %).
| 1793 | 1800 | 1806 | 1821 | 1831 | 1836 | 1841 | 1846 | 1851 |
| ---- | ---- | ---- | ---- | ---- | ---- | ---- | ---- | ---- |
| 938  | 902  | 787  | 818  | 900  | 912  | 905  | 956  | 916  |

| 1856 | 1861 | 1866 | 1872 | 1876 | 1881 | 1886 | 1891 | 1896 |
| ---- | ---- | ---- | ---- | ---- | ---- | ---- | ---- | ---- |
| 864  | 890  | 834  | 764  | 702  | 652  | 631  | 665  | 520  |

| 1901 | 1906 | 1911 | 1921 | 1926 | 1931 | 1936 | 1946 | 1954 |
| ---- | ---- | ---- | ---- | ---- | ---- | ---- | ---- | ---- |
| 508  | 504  | 466  | 400  | 380  | 355  | 339  | 341  | 340  |

| 1962 | 1968 | 1975 | 1982 | 1990 | 1999 | 2006 | 2007 | 2012 |
| ---- | ---- | ---- | ---- | ---- | ---- | ---- | ---- | ---- |
| 337  | 278  | 245  | 249  | 259  | 275  | 297  | 300  | 295  |

| 2017 | 2022 | - | - | - | - | - | - | - |
| ---- | ---- | - | - | - | - | - | - | - |
| 254  | 257  | - | - | - | - | - | - | - |

### Manifestations culturelles et festivités
- Fête de la moisson, le 1er dimanche d'août.
- Festival des jeux insolites, du 28 juillet au 16 août.

## Culture locale et patrimoine

### Lieux et monuments
- Église Saint-Martin[24],  Inscrit MH (1992).

### Héraldique
| Armes de Blosseville | Les armes de la commune de Blosseville se blasonnent ainsi : D’azur semé de bouquets de trois épis de blé d’or noués en fleur de lys ; à l’écusson élargi de gueules chargé d’une anille d’argent accompagnée de trois glands d’or et une filière aussi d’argent. Création Denis Joulain, validée par délibération municipale le 9 octobre 2015. |

### Personnalités liées à la commune
- Guillaume Blosseville.